# Wojciech Bogaczyk

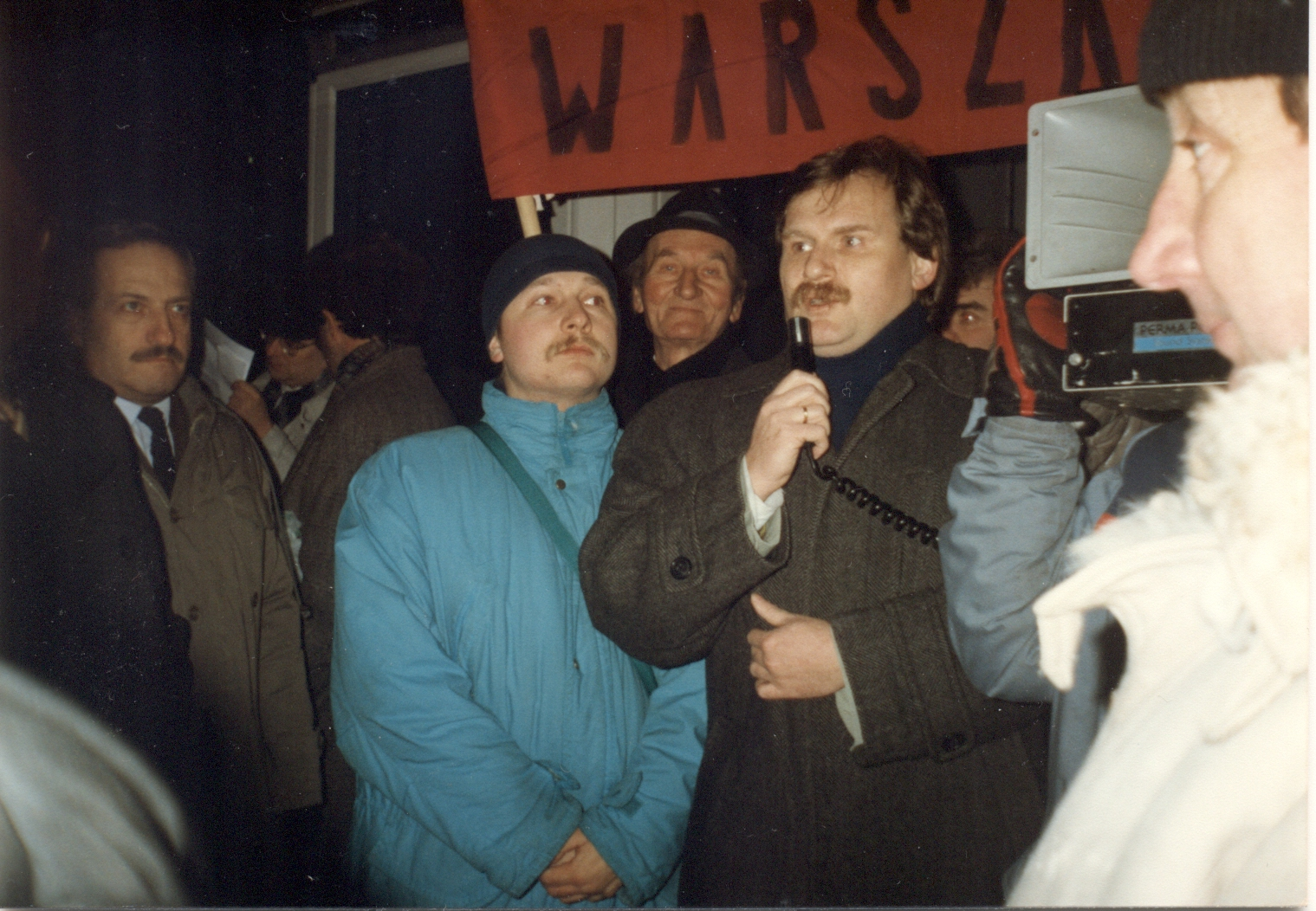
Bogaczyk przemawiający w Warszawie w 1995 r., podczas manifestacji na rzecz Czeczenii.

Wojciech Jerzy Bogaczyk (ur. 11 lipca 1958 w Radomiu, zm. 16 lipca 2019 w Warszawie) – polski historyk, polityk i publicysta, działacz opozycji demokratycznej w latach 80. XX wieku.

## Działalność opozycyjna w PRL
Absolwent II Liceum Ogólnokształcącego im. Stefana Batorego w Warszawie (1978). Podczas nauki w liceum nawiązał współpracę ze Studenckim Komitetem Solidarności w Warszawie. Po rozpoczęciu studiów na Katolickim Uniwersytecie Lubelskim, jesienią 1979 prowadził kolportaż wydawnictw niezależnych tzw. „bibuły”, którą przywoził z Warszawy. Wtedy też nawiązał kontakt z lubelskim środowiskiem Ruchu Obrony Praw Człowieka i Obywatela. Stał się też wtedy aktywnym uczestnikiem duszpasterstwa akademickiego o. dominikanów prowadzonego przez o. Ludwika Wiśniewskiego. Uczestniczył w kole samokształceniowym, organizował grupy ulotkowe w związku z bojkotem wyborów w 1980.
W październiku 1980 był współzałożycielem Niezależne Zrzeszenie Studentów KUL i został wybrany do tymczasowych władz krajowych NZS: jedenastoosobowego Ogólnopolskiego Komitetu Założycielskiego NZS. Brał udział w strajku łódzkim na przełomie stycznia i lutego 1981 Na pierwszym Zjeździe NZS w Krakowie został członkiem Krajowej Komisji Koordynacyjnej, a następnie wszedł w skład jej prezydium, w którym odpowiadał za kontakty z Kościołem Katolickim, organizacjami młodzieży szkolnej, oraz obroną więźniów politycznych. Organizował marsze w 16 ośrodkach akademickich w maju 1981 Był gościem I Zjazdu NSZZ „Solidarność”, w trakcie którego ogłoszono powstanie Klubu Służby Niepodległości, którego był współzałożycielem.
Internowany w okresie od grudnia 1981 do grudnia 1982 w ośrodkach w Białołęce, Jaworzu i Darłówku. W latach 1983–1986 kierował samorządem studentów KUL, uczestnicząc także w konspiracyjnych zebraniach krajowych liderów samorządów. W 1985 był sygnatariuszem apelu Samorządu KUL wzywającego do bojkotu wyborów. 
Na początku 1987 powrócił do pracy w odradzającym się w podziemiu NZS-ie: pod pseudonimem Stanisław Podorzecki wchodził w skład podziemnej Krajowej Komisji Koordynacyjnej NZS, której został przewodniczącym wybrany jesienią 1987 (inni delegaci do KKK NZS mieli inne zdanie na ten temat). Wiosną 1988 kierował akcjami solidarnościowymi lubelskiego NZS ze strajkiem w Nowej Hucie. W sierpniu tego roku przewodniczył delegacji NZS Lublin w pielgrzymce do Ojca Świętego. Współredagował pisma podziemne: „Nurt” i „Żak”. Publikował także w prasie emigracyjnej: w paryskim piśmie „Kontakt” i w londyńskim „Dzienniku Polskim”. Jego praca magisterska: Problematyka religijna w prasie wychodzącej poza zasięgiem cenzury w latach 1976–1980, została wydana przez NZS Lublin w 1989 jeszcze poza zasięgiem cenzury.

## Działalność polityczna w III RP

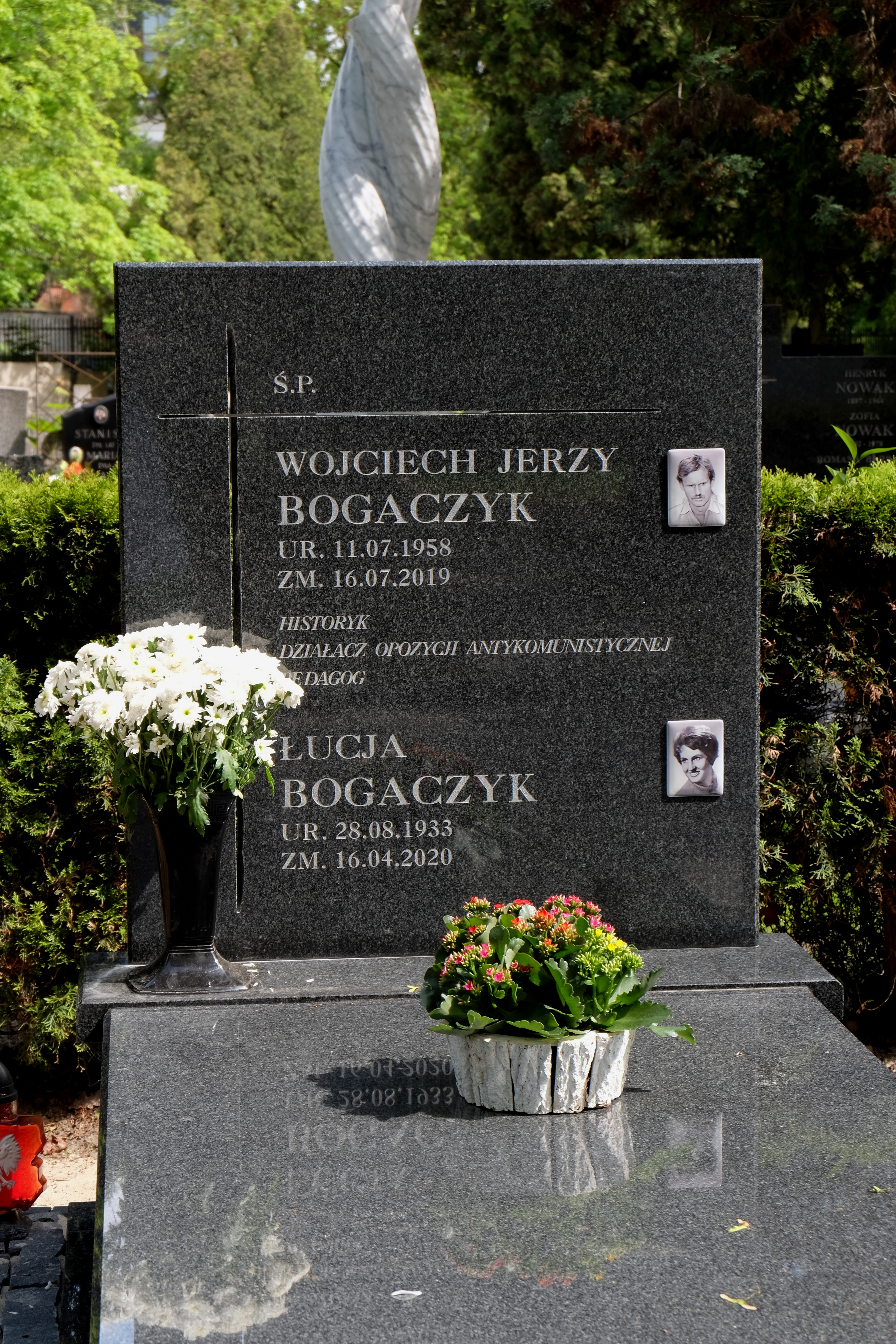
Grób Wojciecha Bogaczyka na Wojskowych Powązkach w Warszawie

W latach 1989–1990 był członkiem prezydium Zarządu Głównego Zjednoczenia Chrześcijańsko-Narodowego, a następnie liderem Chrześcijańskiego Ruchu Obywatelskiego. Od 1991 do 1995 należał do Ruchu Trzeciej Rzeczypospolitej. Bez skutku ubiegał się o mandat poselski: w wyborach parlamentarnych w 1991 z listy wyborczej Wyborczej Akcji Katolickiej, a w wyborach w 1993 Zjednoczenia Polskiego - Porozumienia Centrum. W wyborach samorządowych w 1994, był pełnomocnikiem listy „Prawica Razem” w Warszawie. latach 1995–2000 był przewodniczącym Komitetu Polska-Czeczenia. W 2001 został wyróżniony odznaką „Zasłużony Działacz Kultury” przez Ministra Kultury i Dziedzictwa Narodowego. W 2006 uzyskał z IPN status osoby pokrzywdzonej. Był członkiem Stowarzyszenia Wolnego Słowa. Pochowany na Cmentarzu Wojskowym na Powązkach w Warszawie (kwatera G-tuje-9).

## Publikacje książkowe
- Problematyka religijna w prasie wychodzącej poza zasięgiem cenzury w latach 1976–1980, Lublin 1989
- Bez (auto)cenzury. Z Wojciechem Bogaczykiem rozmawia Bartłomiej Noszczak, Warszawa 2013 ISBN 978-83-7629-591-6
- (współautor Adam Pietrasiewicz), Powroty, Warszawa 2013 ISBN 978-83-636-3127-7

## Odznaczenia
15 grudnia 2007 został odznaczony nadanym przez Prezydenta RP Lecha Kaczyńskiego, Krzyżem Kawalerskim Orderu Odrodzenia Polski. W 2016 został przez prezydenta Andrzeja Dudę odznaczony Krzyżem Wolności i Solidarności.